# 蘇博茲
蘇博茲是瑞士的城鎮，位於該國中西部，由伯恩州負責管轄，面積10.67平方公里，六成土地是森林，海拔高度875米，2011年人口134，人口密度每平方公里13人。